# Oscar (fotbollsspelare)
Oscar dos Santos Emboaba Júnior (portugisiskt uttal: [ɔʃkaɾ dus ˈsɐ̃tus imbɔɐba ʒũnjoʁ]), född 9 september 1991, känd som Oscar, är en brasiliansk fotbollsspelare som spelar för brasilianska São Paulo FC.

## Klubbkarriär
Oscar började sin spelarkarriär i São Paulo FC, med vilka han var med och vann brasilianska Serie A 2008. 2009 lämnade han klubben efter en rad kontroverser om sitt kontrakt, och började istället spela för Sport Club Internacional. 

## Landslagskarriär
Oscar har spelat totalt 47 landskamper för Brasilien och gjort 12 mål. Han har spelat 25 U20 landskamper och gjort 9 mål. Brasilianaren har också spelat 6 U23-landskamper och gjort 1 mål. 
Oscar var med i Brasiliens trupp till VM 2014 och gjorde 1–7 målet för Brasilien i den extraordinära 1–7 förlusten mot Tyskland i semifinalen.